# تیم ملی فوتبال زنان نیجریه
تیم ملی فوتبال زنان نیجریه با نام شاهین بزرگ نمایندهٔ زنان این کشور در ردهٔ ملی است که زیر نظر فدراسیون فوتبال نیجریه اداره می‌شود.
این تیم در جام جهانی فوتبال زنان ۲۰۲۳ بازی می‌کند. آنها همچنین در هفت دورهٔ ابتدایی جام ملتهای آفریقا به قهرمانی رسیده‌اند و تنها پنج باخت را در تاریخ رقابتهای جام ملتهای آفریقا داشته‌اند.